# Parnassius orleans
Parnassius orleans là một loài bướm sinh sống ở vùng núi cao ở phía tây Trung Quốc. Loài này thuộc chi Parnassius trong họ (Papilionidae).

## Hình ảnh

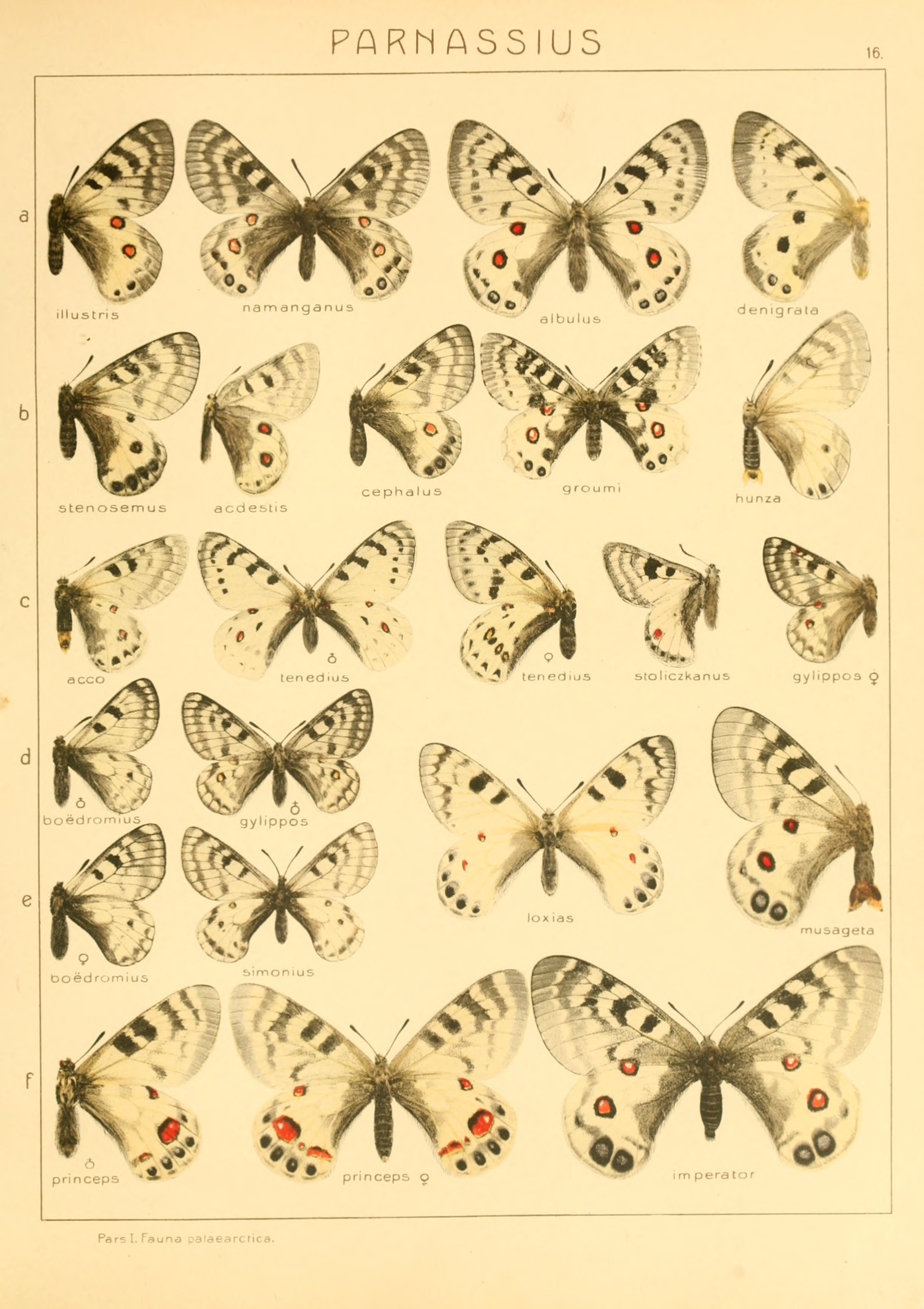